# Leslie Peltier
Leslie Copus Peltier (ur. 2 stycznia 1900 w Delphos, zm. 10 maja 1980 tamże) – amerykański astronom amator, który odkrył lub był współodkrywcą dziesięciu komet długookresowych i jednopojawieniowych. Był aktywnym członkiem amatorskiego stowarzyszenia American Association of Variable Star Observers (AAVSO) i innych organizacji astronomicznych. W ciągu 62 lat przeprowadził ponad 132 tysiące obserwacji gwiazd zmiennych. Pisał artykuły do czasopism „Nature”, „Popular Science”, „Popular Astronomy” i Sky & Telescope, napisał także trzy książki, w tym dwie autobiograficzne.
W uznaniu jego zasług jedną z planetoid nazwano (3850) Peltier.

## Komety odkryte przez Peltiera
| Nazwa                                    | Data odkrycia     |
| C/1925 V1 (Wilk-Peltier)                 | 14 listopada 1925 |
| C/1930 D1 (Peltier-Schwassmann-Wachmann) | 20 lutego 1930    |
| C/1932 P1 (Peltier-Whipple)              | 8 sierpnia 1932   |
| C/1933 D1 (Peltier)                      | 16 lutego 1933    |
| C/1936 K1 (Peltier)                      | 15 maja 1936      |
| C/1939 B1 (Kozik-Peltier)                | 17 stycznia 1939  |
| C/1943 W1 (van Gent-Peltier-Daimaca)     | 27 listopada 1943 |
| C/1945 W1 (Friend-Peltier)               | 22 listopada 1945 |
| C/1952 M1 (Peltier)                      | 20 czerwca 1952   |
| C/1954 M2 (Kresák-Peltier)               | 26 czerwca 1954   |